# بالاليكا (فلم)
بالاليكا (بالإنجليزية: Balalaika) هو فيلم أبيض وأسود موسيقي رومانسي أمريكي إنتاج عام 1939 يستند إلى مسرحية لندن الموسيقية عام 1936 التي تحمل الاسم نفسه. من إنتاج لورانس وينجارتن وإخراج رينهولد شونزل ، قام ببطولته نيلسون إيدي وإلونا ماسي، يتابع الفيلم قصة الأمير بيتر كاراغين وليديا بافلوفنا ماراكوفا ، المغنية والثورية السرية ، في الإمبراطورية الروسية عشية الحرب العالمية الأولى. رشح دوجلاس شيرر لجائزة الأوسكار لعام 1939 لأفضل تسجيل صوتي.

## أحداث الفيلم
في عام 1914 في روسيا القيصرية، كان الأمير بيتر كاراغين قائدًا في حرس القوزاق ، يصل عائداً إلى المنزل من المناورات لقضاء أمسية مليئة بالنبيذ والنساء والأغاني في مقهى بالاليكا في سانت بطرسبرغ، تعرضت نجمة بالاليكا الجديدة، ليديا بافلوفنا ماراكوفا، للابتزاز لحضور حفل هذا الضابط ومن المتوقع أن يتم اختيارها على أنها "المفضلة" للأمير. بعد أن أدت الأغنية ، نجحت في الهروب من الحفلة ، الأمر الذي يثير فضول الأمير.
قرر كاراغين التعرف عليها بشكل أفضل ويتنكر في صورة طالب موسيقى فقير، ويقحم نفسه في عائلة ليديا ودائرة الأصدقاء الموسيقيين ، غير مدرك أنهم ثوار مخلصون. هنا يلتقي فجأة مع باتمان نيكا بوبوف ، الذي يعتني بخادمة ماراكوف ماشا ، لكنه لا يخون الأمير.
يطلب الأمير ، الذي يرعى ليديا سرًا ، مدير الأوبرا الإمبراطورية ، إيفان دانتشينوف ، ترتيب اختبار لها ، وتفاجأ دانشينوفا بسرور بأنها (على عكس 60 امرأة أخرى فرضتها عليه أرستقراطيون أخريات) لديها موهبة حقيقية - في الاختبار ، وقد أشاد بها أفضل نجوم الأوبرا.
أخيرًا بعد أن ألتقى بليديا، يبدأ الأمير تصرفاته المعتادة لإغواء لكنه توقف فجأة مدركًا أنه وقع في الحب. ليديا ، التي تفهم تمامًا دوافعه السابقة، ترى أيضًا أنها قد وقعت بالفعل في حبه قبل أن تعرفه تحت ستار طالب موسيقي فقير لكن سعادتهم لم تدم طويلاً فقد قُتل شقيق ليديا ديمتري بعد أن ألقى خطابًا مثيرًا للفتنة في الشارع من قبل القوزاق بقيادة كاراغين ، وانفصلت ليديا عن الأمير. في الوقت نفسه ، علمت أن ظهورها الأوبرالي الأول سيستخدم من قبل الثوار كفرصة لقتل كاراغين ووالده الجنرال ، لكنها لا تستطيع أن تسمح بقتل حبيبها تجعله يعد بألا يأتي بنفسه ولا يدع والده يحضر العرض ، متظاهرًا بأنها ستكون متوترة جدًا إذا كانوا حاضرين في أول ظهور لها.
يحضران الرجلان على أي حال لحسن الحظ، تلقى الجنرال كاراغين رسالة مفادها أن ألمانيا أعلنت الحرب على روسيا وأعلنتها للجمهور. قرر البروفيسور ماكاروف، والد ليديا عدم إطلاق النار لأن الجنرال سيكون مطلوبًا للدفاع عن روسيا الأم. لكن الثوري ليو بروبلينسكي يشعر بخلاف ذلك ، يخطف المسدس ويطلق النار على الجنرال مما يؤدي إلى إصابته. علم بيتر أخيرًا بمعتقدات ليديا السياسية عندما تم القبض عليها هي وعائلتها بأكملها، لكن يتم أطلق سراحها لاحقاً.
يذهب بيتر للقتال كضابط في الخنادق. عندما أطاحت الثورة الروسية بالنظام القديم انتهى به الأمر في باريس في عشرينيات القرن الماضي، عمل كعازف ملهى في "بالاليكا" الجديدة. للاحتفال بالسنة الأرثوذكسية الروسية الجديدة، يجتمع الروس البيض وهم يرتدون زيهم الرسمي، فقط في أيام العطلات ،
اجتمع في ملهى - وهنا في عطلة عيد الميلاد ، حيث يكون الأمير حزينًا على الحب الراحل ، يخبر نيكي الأمير أنه وفقًا لقول الطالع القديم ، يمكنك رؤية حبك الحقيقي، وفقًا للتقاليد، أمنية السنة الجديدة مع شمعة في يدك أمام المرآة - والأمير كاراغين، بعد أن فعل ذلك، يرى في انعكاس المرآة تظهر ليديا من ورائه.

## فريق التمثيل
- نيلسون إيدي في دور الأمير بيتر كاراجين ، المعروف أيضًا باسم "بيتر إليتش تيراندا"
- إلونا ماسي في دور ليديا بافلوفنا ماراكوفا
- تشارلي روغلز في دور العريف نيكي بوبوف
- فرانك مورغان في دور إيفان دانتشينوف
- ليونيل أتويل في دور البروفيسور بافل ماراكوف
- تشارلز أوبري سميث في دور الجنرال كاراجين
- جويس كومبتون في دور ماشا ، خادمة ماراكوف وبعد ذلك زوجة نيكي
- داليس فرانتس في دور ديميتري ماراكوف
- والتر وولف كينغ في دور النقيب مايكل سيبرسكي ، صديق بيتر
- أبنير بيبرمان في دور ليو بروبلينسكي
- آرثر دبليو سيرنيتز في دور النقيب سيرجي بافلوف
- رولاند فارنو في دور الملازم نيكيتين
- جورج توبياس في دور سلاسكي (نادل)
- فيليب تيري في دور الملازم سميرنوف
- فريدريك وورلوك في دور رامنسكي
- رولان فارنو في دور الملازم نيكيتين
- بول ساتون في دور أنطون (نادل)
- ويلي كاستيلو في دور النقيب تيستوف
- بول ايرفينغ في دور الأمير مورودين
- ميلدريد شاي في دور جانيت سيبيرسكي
- ألما كروغر في دور السيدة دانشينوف
- زيفي تيلبيري في دور الأميرة ناتاليا بتروفنا

من بين الممثلين غير معتمدين هم:
- موريس كاس
- فيودور شاليابين الابن في دور نجل الأوبرالي الروسي الشهير ، وفي دور جنديًا
- الفرغسون في دور جندي
- جاك جورج في دور عازف كمان
- تشارلز جودلز في دور باتوف
- مايكل مارك
- بول نيولان في دور شرطي
- إيرا بيتينا
- لي فيلبس دور البواب
- فرانك بوليا في دور إيفان مالك فندق
- هيكتور سارنو
- هاري سيميلز
- فلورنس شيرلي في دور ليلي أليسون (سائحة من باريس)
- إلينور فاندرفير